# Gonzaga Szent Alajos
Gonzaga Szent Alajos (Castiglione delle Stiviere, 1568. március 9. – Róma, 1591. június 21.) itáliai arisztokrata, lombardiai őrgrófi család sarja, aki a világi hatalomról lemondva jezsuita szerzetesnek állt; korai halála után kevesebb mint másfél évtizeddel boldoggá, majd később szentté avatták.

## Élete
Egy Garda-tó melletti kastélyban, Castiglione őrgrófja, Ferrante Gonzaga elsőszülöttjeként jött világra, szüleinek még hét gyermekük született. Lombardiai családjának korábbi férfi tagjai többnyire császári vagy egyházi szolgálatban álltak, és vakmerő katonákként, esetleg kíméletlen zsoldosvezérként tüntették ki magukat. Előfordult, hogy egyidejűleg két bíboros is a tetterős és becsvágyó Gonzaga-család tagja volt. A családi ambícióknak megfelelően Ferrante Gonzaga nagy terveket dédelgetett magában elsőszülöttjével kapcsolatosan: azt tervezte, hogy fia fogja egyesíteni az őrgrófságot két, férfiutód nélküli nagybátyjának tartományaival, és így addig soha nem látott magaslatra emelheti a család hatalmát és dicsőségét.

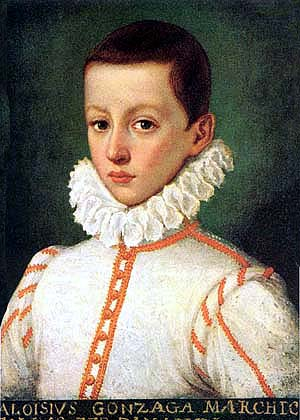
Gyerekkori ábrázolása

Alajos alig tízévesen a toszkán nagyherceg udvari szolgálatába állt, ahol a fejedelmi származású fiúk és lányok között megtapasztalta, hogy az udvar mentalitására messze nem a keresztény lelkiség, sokkal inkább a féktelen kegyetlenség és határokat nem ismerő léhaság volt jellemző. Már ekkor elhatározta, hogy távol tartja magát ettől a viselkedéstől, és bár kora szerint még gyermek volt, de a szerviták firenzei Angyali Üdvözlet-templomában fogadalmat tett: nem alkalmazkodik környezetének e szelleméhez, hogy szabad maradjon Isten számára.
1579-ben az egész Gonzaga család fejének számító mantovai herceg udvarába ment, ahol állítólag már ki is fejtette azon meggyőződését, hogy „Istennek szolgálni jobb, mint az egész világon uralkodni”. Nem sokkal később már Mantuában folytatta tanulmányait, mindinkább elzárkózva könnyelmű környezetétől, és társaival ellentétben az imádságban kereste örömét. Ebben az időben részesült az első szentáldozás kegyelmében, Milánó érseke, Borromei Szent Károly kezéből. 13 évesen II. Miksa német-római császár felesége, Spanyolországi Mária udvartartásába került. 1583-ban Madridban ő mondhatta el az üdvözlő szónoklatot a több éves portugáliai tartózkodásból hazatérő II. Fülöp spanyol király köszöntésére, ez szónoki tehetségére utal.
Spanyolországban úgy határozott, hogy belép a jezsuita rendbe, feldúlva ezzel apját, aki magasabb méltóságra szánta a fiút. A győzködés nem járt eredménnyel, 1585. november 2-án Alajos lemondott minden elsőszülötti jogáról, két nap múlva pedig már úton volt Róma felé. Első tanulmányi évét súlyos családi viszály zavarta meg – Rudolf öccse ugyanis birtokviszályba keveredett a mantovai herceggel, amit egy liezonnal tetézett –, s a rendfőnök úgy döntött, hogy Alajos legyen, alig 20 évesen az ügy döntőbírója. Közvetítése sikeres volt, és helyreállt a béke a családban; ezt követően visszatért római szolgálati helyére.
Róma lett élete utolsó állomása: 1590–91 tele ugyanis éhínséget és pestist hozott Itáliára, márpedig e betegséggel szemben az akkori emberek szinte tehetetlenek voltak. Az önkéntes ápolók sorába a Római Kollégium növendékei is beálltak, ám Alajos egy napon, amikor egy, az utcán összeesett pestisest próbált megmenteni, maga is megfertőződött. Fájdalmas betegeskedése csaknem fél év után ért véget, a Római Kollégiumban 1591. június 21-én 23 évesen bekövetkezett halálával. Már 1605-ben boldoggá, 1726. december 31-én pedig szentté avatták; ünnepét 1842-ben vették föl a római kalendáriumba.

## Életszentsége

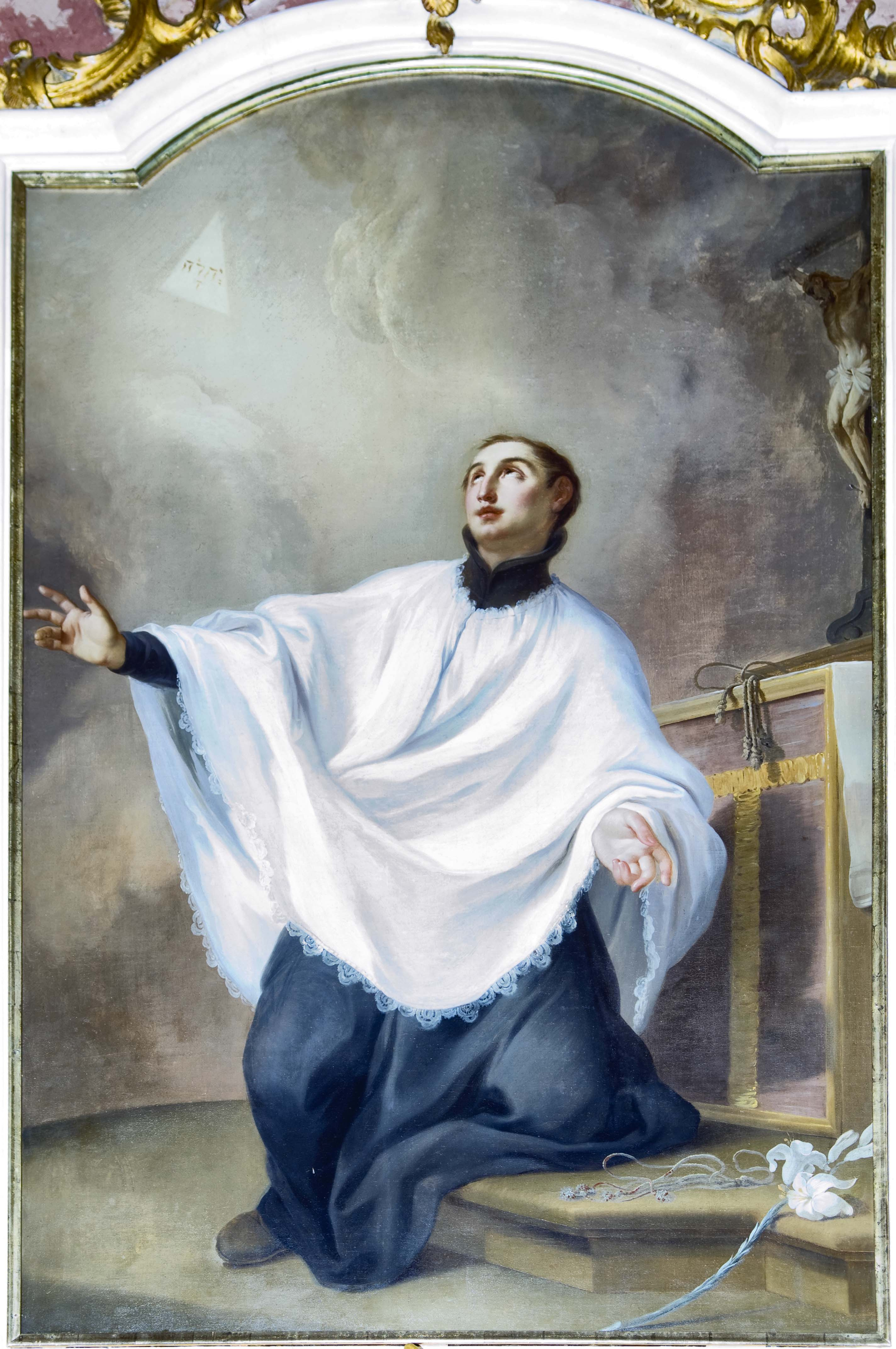
Festménye Hubertusburgban

Az életéből ránk maradt források már kora tizenéves korától kezdve nemes jellemre utalnak, és életszentségének körvonalait vetítik előre. Egy történet szerint már apród korában tanújelét adta egyenes lelkületének: egyszer egy idős úr mocskos tréfákat mesélt, hogy a nemesi származású fiatalok tetszését elnyerje, ő ennek hallatán így szólt hozzá: „Nem szégyenli Ön, hogy a maga korában és rangjával így beszéljen fiatalemberek előtt? Nem tudja, hogy a rossz beszéd megrontja a jó erkölcsöt?” Amikor a jezsuita rendhez való csatlakozása kapcsán kialakult családi vitában apja veréssel fenyegette meg, közölte: boldognak fogja tartani magát, hogy ilyesmit szenvedhet Istenért; választását pedig azzal indokolta, hogy a jezsuita rendben senki sem vállalhat kitüntető tisztséget.
Amikor Rudolf öccse megszöktetett és titokban feleségül vett egy polgárleányt, Alajos volt az, aki sürgetéseivel, kemény hangvételű levelével rávette öccsét, hogy szüntesse meg a botrányt, és hozza nyilvánosságra házasságkötését. Levelében többek közt arra hivatkozott, hogy öccse tettét Krisztusnak okozott sértésnek tekinti, és minekutána Krisztus szeretetéért még saját magát is elhagyta (utalva ezzel arra, hogy a rendbe való belépése óta halottnak számított a család számára), szégyellnie kéne magát önnön maga előtt, ha semmibe venné ezt a sértést. Alajos ezzel elérte, hogy Rudolf nyilvánosságra hozza a titokban tartott házasságkötést, elviselve a nemesség megrökönyödését is.
A pestisesek önkéntes mentése mellett betegsége idején is bizonyságot tett nemes lelkéről és bátorságáról, ami egész életét jellemezte. Erős hitére utalnak az anyjához írt levelei, melyekkel fölkészítette őt közeli halálára. Amikor megtudta, hogy hamarosan meghal, azt hangoztatta, hogy örömmel megy, egyik társát pedig, aki látogatóba érkezett hozzá, azzal fogadta: „Jó hírt kaptam: nyolc napon belül meghalok”, és arra kérte, énekeljék együtt a Te Deumot.

## Emlékezete
Az ifjúság egyik példaképeként szokás ábrázolni, bár a többi szenthez képest gyakran túlzottan lágy, jámbor és színtelen egyéniségként tüntetik fel, dacára az életéből ránk maradt, nemes jellemet és határozott világnézetet tanúsító adatoknak. Jelképei: feszület, liliom és karon ülő kis Jézus; tisztelete Magyarországon leginkább a 18. században virágzott, elsősorban olyan vidékeken, ahol jezsuiták működtek. Szentté avatását a hazai jezsuita kollégiumokban fényes ünnepségekkel köszöntötték, tiszteletére (és a vele együtt szentté avatott lengyel Kosztka Szaniszló (1550–1568) tiszteletére) színjátékokat adtak elő 1727-ben Kassa, Komárom, Pécs és Trencsén, majd évekkel később Selmecbánya (1731) és Ungvár (1754) gimnáziumainak diákjai is.
Pestis ellen gyakran kérték a segítő közbenjárását, de a szembetegségben szenvedők is fohászkodtak hozzá. A „Szent Alajos kenyere” (panis Divi Aloysi vagy farina Aloysiana) elterjedt barokk szentelmény volt, úgy tartották, hogy főleg láz és gyermekbetegségek ellen használ. Eger egykori jezsuita templomának egyik oltárképén Alajos úgy szerepel mint aki liliomot osztogat a színe elé járuló, magyar öltözetű diákoknak, ezzel mintegy a mennyország apródjaivá fogadva őket; Bálint Sándor szerint ez lehetett az ifjúság Mária-kongregációjának oltára.
Szatmárnémetiben az ő nevét vette fel a Reizer Pál püspök idején épült konviktus, melynek kápolnáját ugyancsak az ő védelmébe ajánlották. Kápolnája van a Jézus Társasága székesfehérvári templomában, továbbá Garábon, az egykori premontrei apátság romjain. Malomsok és Nagymágocs templomának is ő a patrónusa. Alakja számos magyarországi templom festményein jelenik meg; a józsefvárosi Jézus Szíve jezsuita templomban őrzött festménye (öt másik jezsuita szent képével együtt) Feszty Masa alkotása; a kép azt a jelenetet örökíti meg, amikor Alajos Róma utcáin egy pestises gyereket talál és vesz pártfogásába, miközben ő maga is megfertőződik a halálos kórral.